# Enigma (Give a Bit of Mmh to Me)
Enigma (Give a Bit of Mmh to Me) ist ein Euro-Disco-Song von Amanda Lear aus dem Jahr 1978. Er erschien auf ihrem zweiten Studioalbum Sweet Revenge.

## Geschichte
Der Songtext wurde von Lear geschrieben, die Musik ist von Rainer Pietsch. Das Lied wurde von Anthony Monn produziert.
1998 wurde eine neue Version auf Lears Album Back in Your Arms veröffentlicht. 2004 wurde Enigma in der Fernsehwerbung für Kinder Bueno verwendet, die in einigen osteuropäischen Ländern ausgestrahlt wurde.

## Coverversionen
- 1979: Lena Valaitis
- 2006: Pedro Marín